# 올해의 신진연구자
올해의 신진연구자는 한국연구재단과 Elsevier에서 세계적 수준의 연구 경쟁력을 갖춘 젊은 학자를 대상으로 수여하는 상이다. 2017년 첫 시상 이후, 매년 11월 경 국내 연구기관 소속 연구자 중에서 만 39세 이하이며 상위 1% 논문 수, 피인용 수, 주저자 논문 수 등을 종합적으로 분석하여 수여하고 있다. 2018년부터 기존의 이학/공학 분야를 2개의 분야로 나누어 (자연과학 및 공학, 생명과학 분야) 수여하여, 기존의 수여인원보다 많아졌다 (7명 > 10명)

## 역대 수상자
| 연도   | 분야               | 이름   | 현 소속                                | 주요 연구 분야                                    |
| ------ | ------------------ | ------ | -------------------------------------- | ------------------------------------------------- |
| 2017년 | 인문사회분야       | 류두진 | 성균관대학교 경제대학                  | 금융시장 미시구조                                 |
| 2017년 | 인문사회분야       | 박은일 | 성균관대학교 인공지능융합학과          | 데이터 사이언스 기반 사용자 혁신이론              |
| 2017년 | 이학/공학분야      | 변영   | 전남대학교 생명화학과                  | 식물의 멜라토닌 대사 유전자 클로닝 및 대사체 분석 |
| 2017년 | 이학/공학분야      | 서필준 | 성균관대학교 생명과학과                | 식물 생체시계 안정성                              |
| 2017년 | 이학/공학분야      | 유명현 | 한밭대학교 화학생명공학과              | 리튬이차전지 성능향상                             |
| 2017년 | 이학/공학분야      | 유우종 | 성균관대학교 전자전기공학부            | 적층구조를 이용한 신개념 소자                     |
| 2017년 | 이학/공학분야      | 전남중 | 한국화학연구원 화학소재연구본부        | 페로브스카이트 태양전지                           |
| 2018년 | 인문사회분야       | 구민정 | 성균관대학교 경영학과                  | 목표의 동기 부여 요인 영향                        |
| 2018년 | 인문사회분야       | 윤장혁 | 건국대학교 산업공학과                  | 데이터 기반 기업 전략 연구                        |
| 2018년 | 생명과학분야       | 제유진 | 경희대학교 식품영양학과                | 암 예방관리를 위한 영양역학 연구                  |
| 2018년 | 생명과학분야       | 정효성 | 협성대학교 생명과학과                  | 항암치료용 광역학치료제 개발                      |
| 2018년 | 생명과학분야       | 김성연 | 서울대학교 화학부                      | 편도체 신경회로의 불안 기능 분석                  |
| 2018년 | 자연과학/공학 분야 | 최준일 | 포항공과대학교 전자전기공학과          | 거대 다중 안테나 무선통신 시스템                  |
| 2018년 | 자연과학/공학 분야 | 정재웅 | 경희대학교 정보전자신소재공학과        | 태양전지용 유기/무기 소재 연구                    |
| 2018년 | 자연과학/공학 분야 | 유창현 | 이화여자대학교 기후/에너지시스템공학과 | 극지역 온도 변화 영향의 기작 분석                 |
| 2018년 | 자연과학/공학 분야 | 왕동환 | 중앙대학교 융합공학부                  | 차세대 유기전자소자 원천기술 개발                 |
| 2018년 | 자연과학/공학 분야 | 서재홍 | 한양대학교 수학과                      | 차세대 공개키 암호시스템 설계                     |